# Прималкинский район
Прималкинский район (кабард.-черк. Прималкинскэ куей) — административный район в составе Кабардино-Балкарской АССР.
Административный центр района неоднократно менялся.

## География
Район располагался в северо-восточной части республики, в её равнинной зоне и занимал в основном бассейн нижнего течения реки Малка. Граничил на юге с Майским, на западе с Баксанским, на севере с Прохладненским районами.

## История
Прималкинский округ был образован 22 марта 1924 года, в результате разукрупнения Баксанского округа Кабардино-Балкарской автономной области.
В состав нового района было включено 10 сельсоветов — Алтуд, Баксано-Курский, Первомайский, Ново-Ивановский, Карагачевский, Котляревский, Ново-Полтавский, Прималкинский, Пришибский и Черниговский.
В 1931 году Прималкинский округ был преобразован в Прималкинский район.
В 1932 году к Прималкинскому району были присоединены части упразднённого Прохладненского района. В частности в состав Прималкинского района были включены станицы Солдатская, Прохладная, Приближная и Екатериноградская, а также хутора Вольный, Архонский, Победа (в 1934 году хутора переименованы в село Пролетарское) и поселения при Прималкинском зерносовхозе. Административный центр района был перенесён в станицу Прохладная.
20 апреля 1937 года из Прохладненского сельсовета выделен Вольский сельсовет (х. Вольный, х. Архонский).
7 января 1938 году в составе КБАССР был восстановлен Прохладненский район, и в его состав переданы населённые пункты ранее включённые в Прималкинский район. Административный центр района был перенесён в село Алтуд. Тогда же, в новообразованный Майский район, были переданы сельсоветы — Ново-Ивановский, Котляревский и Майский (Пришибский).
В 1946 году из Прималкинского района в Прохладненский переданы сельсоветы Прималкинский и Ново-Полтавский. А в состав Прималкинского района включены Павлоградский сельсовет и станица Солдатская. Административный центр района был перенесён в станицу Солдатская.
28 октября 1959 года решением Верховного Совета КБАССР, Прималкинский район был упразднён, а его территория передана в состав Прохладненского района.

## Административное деление
К 1959 году в состав Прималкинского района входили:
| № | Сельсоветы               | Населённые пункты |
| 1 | Алтудский сельсовет      | с. Алтуд, с. Гедуко, с. Таукен-Дореш                                                                                                |
| 2 | Карагачевский сельсовет  | с. Карагач, с. Псыншоко, п. Советское                                                                                               |
| 3 | Благовещенский сельсовет | х. Александровский, х. Баженовский, х. Грабовец, х. Минский, х. Ново-Осетинский, х. Первомайский, х. Петропавловский, х. Цораевский |
| 4 | Павлоградский сельсовет  | х. Павлоградский, х. Лагода |
| 5 | Солдатский сельсовет     | ст. Солдатская |
| 6 | Черниговский сельсовет   | с. Черниговское, х. Саратовский, с. Янтарное                                                                                        |

## Население
По переписи 1939 года, в районе проживало 12 588 человек. Из них:
| Народ      | Численность | Доля   |
| русские    | 6 048       | 48,0 % |
| кабардинцы | 5 344       | 42,5 % |
| немцы      | 343         | 2,7 %  |
| осетины    | 270         | 2,1 %  |
| украинцы   | 244         | 1,9 %  |
| другие     | 339         | 2,8 %  |
| всего      | 12 588      | 100 %  |